# Княжик охотский
Княжик охотский (лат. Atragene ochotensis) — растение из семейства лютиковых.
По данным The Plant List Atragene ochotensis является синонимом Clematis alpina subsp. ochotensis (Pall.) Kuntze.

## Распространение и экология
Распространён в Китае, Монголии, Восточной Сибири, Забайкалье, Кореи. На Дальнем Востоке встречается в Хабаровском и Приморском краях, на Камчатке и Охотском побережье, Курильских островах — Шикотан, Кунашир, Итуруп, Уруп.
Растёт в хвойных лесах, на юге Приморья в ельниках и каменноберезниках с высоты 600—800 м, севернее нижняя граница сильно снижается (в Мариинске и Николаевске до самого берега Амура и на Курилах почти до морского берега). 

## Ботаническое описание
Представляет собой лиану с деревянистым зимующим стеблем, взбирающемся на невысокие деревья и кустарники.
Листья дважды тройчатосложные, листочки яйцевидно-ланцетные, цельные, 2-3-лопастные или раздельные, зубчато-пильчатые.

Цветки одиночные, на длинных цветоножках, чашелистики в числе 4, широколанцетные, крупные, сине-фиолетовые или голубые. Лепестки равны тычинкам, белые, лопатчатые, многочисленные.
Плодики с длинными перистыми столбиками.
Цветёт в июне—июле, семена созревают в августе—октябре в зависимости от района.

## Значение и применение
Посещается пчёлами ради пыльцы. В условиях Камчатки средняя доля обножек собранных в течение сезона составляет от 10 до 30 %. Пчела может работать внутри одного цветка в течение нескольких минут. Она не тратит силы на перелёты от одного цветка к другому, так как один цветок производит большое количество пыльцы, достаточное для формирования двух обножек средних размеров.
Ядовит. Применяется в народной медицине.
Лекарственное и декоративное растение.